# Tridentella rosemariae
Tridentella rosemariae is een pissebed uit de familie Tridentellidae. De wetenschappelijke naam van de soort is voor het eerst geldig gepubliceerd in 2002 door Bruce.